# 檫木
檫木（學名：Sassafras tzumu），为樟科檫木屬植物，原產於中国长江流域和江南地区，包括安徽、福建、廣東、廣西、貴州、湖北、湖南、江蘇、四川、雲南與浙江等地。本種生长速度快，木質坚韧，為落叶乔木，高可达35米；树干端直；椭圆形或卵形叶子互生，全缘或一边分裂，或上部三裂、下部有白粉，羽状脉，最基部一对侧脉发达；早春开花，其后再长叶子，花两性，总状花序生于叶腋；蓝黑色椭圆形核果秋季成熟，有白粉，果柄上部肥大成红色棒状。